# Erik Borner
Erik Borner (* 1976 in Hemer) ist ein deutscher Schauspieler und Regisseur. Zusätzlich arbeitet er auch als Kommentar-, Hörbuch- und Synchronsprecher, Sänger, Songschreiber, Drehbuchautor und Filmproduzent.

## Leben
Ab 1994 trat Erik Borner in deutschen Fernsehserien auf. Hauptrollen spielte er in den Filmen Experimente II (1999) von Angelique Komer, Menschlich (2000) von Alex Feil und Traumreise nach Indien (2007) von Renate Beyer. Neben der Filmschauspielerei tritt Erik Borner auch an verschiedenen Theatern auf.
Der Dokumentarfilm Mythos Heiliger Gral aus dem Jahr 2005 war Erik Borners erster größerer Film als Regisseur und Produzent. In diesem Film spielte er die Rolle des jungen Bérenger Saunière. Es folgten weitere Dokumentarfilme, Imagefilme für Unternehmen und Kommunen sowie fiktionale Kurzfilme.
Erik Borner gründete 2005 zur Produktion seiner Filme die Firma Blue Screen Entertainment. Das Unternehmen widmet ich vorrangig der Verfilmung von Romanvorlagen und Originaldrehbüchern. Sein preisgekröntes Kinodebüt Stille mit Michael Mendl und Marianne Sägebrecht hatte seine Uraufführung 2020 auf den Biberacher Filmfestspielen. Seit dem 13. August 2024 steht sein Film Stille offiziell in der Vorauswahl für den 97. Oscar-Wettbewerb 2025.
Als Sprecher lieh Erik Borner u. a. dem Zauberlehrling Simon in der Abenteuerspielserie Simon the Sorcerer, aber auch dem orangen Ottsel Daxter aus der Reihe Jak and Daxter seine Stimme. In über 100 Computerspielen und ebenso vielen Dokumentationen, überwiegend für das ZDF, sowie unzähligen Hörbüchern ist seine Stimme zu hören. In mehreren Filmen wirkte er zudem als Synchronsprecher.
Von 1995 bis heute ist Erik Borner an diversen Songproduktionen als Komponist, Texter und Sänger beteiligt. Für seinen Film Stille komponierte er sieben Songs und produzierte sie gemeinsam mit dem Wiesbadener Musikproduzenten Peter Ries. Zudem hatte er auch unzählige Live-Auftritte. So war er als einer der Frontsänger mit der Formation A Tribute to Frank Sinatra unter anderem in der Alten Oper in Frankfurt und im Friedrichstadtpalast in Berlin zu sehen. Er spielt Klavier, seine Stimmlage ist Bariton.
Im März 2025 feierte sein von ihm geschriebenes, humorvolles Musical "Showtime" im Kurtheater Bad Homburg Premiere. Zusammen mit seinem Sohn spielt er darin einen ehemaligen Showstar, der live seine "Comeback-Show" inszeniert.
Sein Hauptwohnsitz ist Offenbach am Main.

## Filme (Auswahl)
Als Darsteller
- 1994: Lindenstraße (6 Folgen)
- 1994: Und tschüss! (3 Folgen)
- 1995: Notaufnahme (1 Folge)
- 1998: Parkhotel Stern (1 Folge)
- 1999: Experimente II
- 2000: Menschlich (Kino)
- 2001: Schlaf mit meinem Mann (TV Movie)
- 2002: Der Millionär und die Stripperin (TV Movie)
- 2003: Fast perfekt verlobt (TV Movie)
- 2004: Fliege kehrt zurück (TV-Serie)
- 2005: Klassentreffen (TV Movie)
- 2007: Traumreise nach Indien (Reisedokumentation)
- 2009: Ein Fall für zwei (1 Folge)
- 2012: Angst ohne mich
- 2015: Anton will ans Meer (Kino)
- 2016: Ich sehe was, was Du nicht siehst
- 2017: Taunus Krimi Die Lebenden und die Toten (TV-Reihe)
- 2020: Stille (Arthouse-Kino)
- 2021: Taxi Connection (Serie)
- 2021: Unter uns (2 Folgen)
- 2021: Ein Fall für zwei (1 Folge)
- 2022: Die rote Fini (Doku-Film)
- 2024: SOKO Wismar (Folge: Ein Kleid für Helene)
- 2024: Das Küstenrevier (Folge: Wut ist dicker als Wasser)

Als Regisseur
- 1995: Schlag Neun – Weihnachtsgruss (Kurzfilm)
- 1996: A Strange Time (Musikvideo)
- 2001: Nur fliegen ist schöner (Episodenfilm)
- 2005: Mythos Heiliger Gral (Dokumentarfilm)
- 2008: Mythos Rennes-le-Château (Dokumentarfilm)
- 2009: Jeder kann was – ein Projekt mach Schule (Dokumentarfilm)
- 2010: Du Und Ich (Kurzfilm)
- 2011: Angst ohne mich (Kurzfilm)
- 2012: Sersheim – Gemeinde mit Herz (Kommunalfilm)
- 2014: Controlware – ein Unternehmen schreibt Geschichte (Dokumentation)
- 2020: Stille (Arthouse-Kino)
- 2022: Sound of war (Musik-Video)

## Videospiele (Auswahl)
- 1994: als Simon in Simon the Sorcerer
- 1995: als Simon in Simon the Sorcerer II
- 2001: als Daxter in Jak and Daxter: The Precursor Legacy
- 2002: als Lucas Bertone in Mafia
- 2003: als Mafiosi, Polizist u. a. in Max Payne 2: The Fall of Max Payne
- 2006: als Kasqit von Clan Skryre in Warhammer: Mark of Chaos
- 2008: als Three Dog in Fallout 3
- 2009: als Terry Halford in F.E.A.R. 2: Project Origin
- 2009: als Simon in Simon the Sorcerer: Wer will schon Kontakt?
- 2009: als Jeff in Uncharted 2: Among Thieves
- 2009: als Daxter in Jak and Daxter: The Lost Frontier
- 2010: als Nigel Ferret in Fable III
- 2011: als Hiro Ebashi in Anno 2070
- 2012: als Raymond Vester in Resident Evil: Revelations
- 2013: als Henry in The Last of Us
- 2014: als Ricardo in Alien: Isolation
- 2016: als Jameson in Uncharted 4: A Thief’s End
- 2018: als Officer Chris Miller in Detroit: Become Human
- 2018: als Sindri in God of War
- 2019: als Edvard Goode in Anno 1800
- 2019: als Vaughn in Borderlands 3
- 2024: als Biggs in Final Fantasy VII Rebirth

## Theater (Auswahl)
- Der Geizige, Volkstheater, Bad Homburg vor der Höhe
- Andorra, Volkstheater, Bad Homburg vor der Höhe
- Acapulco Madame, Komödie am Park, Wiesbaden
- Othello darf nicht platzen, Contra-Kreis-Theater, Bonn
- Ende gut, alles gut, Fritz Rémond Theater, Frankfurt am Main
- Die Nervensäge, Volksbühne, Kurtheater, Bad Homburg
- Ein Diener zweier Herren, Volksbühne, Kurtheater, Bad Homburg
- Ein seltsames Paar, Volksbühne, Kurtheater, Bad Homburg
- Ein unerwarteter Gast, Volksbühne, Kurtheater, Bad Homburg

## Auszeichnungen
- Bei den 8. Frankfurter Jugendfilmtagen 1995 erhielt Erik Borners Kurzfilm Schlag Neun – Weihnachtsgruss eine Auszeichnung als beispielhafte Produktion.
- Sein Dokumentarfilm Jeder kann was – ein Projekt macht Schule von 2009 wurde mit dem ITVA-Award ausgezeichnet.[10]
- Die Pre-Version seines Kino-Debüts Stille wurde zweimal in nicht öffentlichen Film-Wettbewerben ausgezeichnet:[5]
  - Los Angeles Film Awards „Best Inspirational Film“ (2019)[11]
  - Accolade Global Film Competition
- Award of Excellence special mention (2020)
- 2023 Best Filmlanguage Award / I will tell International Filmfestival[12]
- 2024 In der deutschen Vorauswahl des 97. OSCAR®-Wettbewerbs 2025, Kategorie: „Best International Feature Film“, für seinen Film Stille[6]